# اندیس کردوده
کردوده یک اندیس فلزی است که در حوالی شهر مه چنگی استان خراسان قرار دارد و مادهٔ معدنی موجود در آن، سرب و روی است.  